# Vale de Anta
Vale de Anta é uma povoação portuguesa sede da Freguesia de Vale de Anta do Município de Chaves, freguesia com 10,18 km² de área e 1625 habitantes (censo de 2021), tendo, por isso, uma densidade populacional de 159,6 hab./km².

## Povoações
Além da sede, a freguesia engloba as povoações de Abobeleira, Cando, Granjinha e Vargem e tem como orago São Domingos.

## Demografia
A população registada nos censos foi:
| Distribuição da População por Grupos Etários | Distribuição da População por Grupos Etários | Distribuição da População por Grupos Etários | Distribuição da População por Grupos Etários | Distribuição da População por Grupos Etários |
| -------------------------------------------- | -------------------------------------------- | -------------------------------------------- | -------------------------------------------- | -------------------------------------------- |
| Ano                                          | 0-14 Anos                                    | 15-24 Anos                                   | 25-64 Anos                                   | > 65 Anos                                    |
| 2001                                         | 200                                          | 177                                          | 647                                          | 176                                          |
| 2011                                         | 244                                          | 158                                          | 833                                          | 308                                          |
| 2021                                         | 199                                          | 165                                          | 802                                          | 459                                          |

## Património
- Estação rupestre de Outeiro Machado ou Outeiro dos Machados
- Barragem de Abobeleira (romana) ou Outeiro da Porta
- Capela da Granjinha